# Junkers G 24
Dimensions
Le Junkers G 24 était un avion de transport réalisé en Allemagne durant l'Entre-deux-guerres par Junkers.